# Canoë Kayak Lyon Oullins la Mulatière
 (août 2025).
Le club Canoë Kayak Lyon Oullins la Mulatière (CKLOM) occupe la base nautique sur le Parc des Berges Sud. Le club est affilié à la Fédération française de canoë-kayak. Il permet à tous de pratiquer le canoë-kayak en loisir ou en compétition.

## Manifestations
Le club organise chaque année une manifestation :
- la traversée de Lyon en kayak : la "Lyon-Kayak"[1] dont la ville de Lyon est partenaire[2]. Près de 2 000 personnes descendent le fleuve à bord de canoës. L'édition 2014 a été récompensée par le "Trophée du développement durable du Progrès"[3].

Le club participe également à des événements culturels et sportifs organisés par la ville de Lyon : 
- le "Temps des cerises"[4],[5] qui se tient sur la place nautique du quartier Confluence à Lyon, le club réalise des initiations et baptêmes gratuits en canoë pour les enfants à partir de dix ans
- la "ViaRhôna" qui a lieu chaque année sur le Rhône, le club organise entre le pont de la Guillotière et le pont Wilson des initiations au canoë
- le raid "Re Lyon Nous"[6] qui est une course d'orientation urbaine avec une étape de franchissement de la Saône en canoës

## Palmarès
Le club est le 2e de la région Rhône-Alpes en nombre de licenciés et reconnu comme une association impliquée dans la vie de la cité.[réf. nécessaire]
Le groupe compétition est très dynamique, avec plus de 25 athlètes réguliers et la participation du club à de nombreuses compétitions de niveau régional, national et même international avec de nombreux athlètes :

### 2015
- 2 titres aux Championnats de France de marathon à Bouchemaine (Kayak Dame Cadette et Kayak Biplace Dame Cadet) les 26-27 septembre
- 5 titres aux Championnats de France de course en ligne à Gerardmer du 8 au 12 juillet
- Joël Doux est vice-champion de France d’Ocean Racing à Cherbourg
- Emmanuel Beauchard a participé aux Championnats du Monde Descente Sprint et Classique pour les États-Unis,
- Victor Doux a été sélectionné en équipe de France en course en ligne et participé aux championnats d’Europe,
- Jeff Caron a participé à la régate internationale de Pystany.